# 2007–2008-as UEFA-bajnokok ligája (csoportkör)
A 2007–2008-as UEFA-bajnokok ligája csoportkörének mérkőzéseit 2007. szeptember 18. és december 12. között játszották le.
A csoportkörben 32 csapat vett részt, a sorsoláskor nyolc darab négycsapatos csoportot képeztek. A csoportokban a csapatok körmérkőzéses, oda-visszavágós rendszerben mérkőztek meg egymással. A csoportok első  két helyezettje az egyenes kieséses szakaszba jutott. A harmadik helyezettek az UEFA-kupa egyenes kieséses szakaszába kerültek. A negyedik helyezettek kiestek.

## Sorsolás
A sorsolás előtt a csapatokat négy kalapba sorolták az UEFA-együtthatójuk sorrendjében. A címvédő AC Milan automatikusan az 1. kalapba került, az első sorszámú kiemeltként. Minden kalapból minden csoportba egy-egy csapatot sorsoltak. Egy csoportba nem kerülhetett két azonos nemzetiségű csapat.
A sorsolást 2007. augusztus 30-án tartották.
| Csapat             | Együttható | Kalap |
| ------------------ | ---------- | ----- |
| AC Milan (címvédő) | 133,808    | 1     |
| FC Barcelona       | 119,374    | 1     |
| Liverpool FC       | 112,618    | 1     |
| Internazionale     | 107,808    | 1     |
| Arsenal            | 104,618    | 1     |
| Real Madrid        | 104,374    | 1     |
| Chelsea            | 99,618     | 1     |
| Manchester United  | 99,618     | 1     |
| Valencia CF        | 99,374     | 2     |
| Olympique Lyonnais | 95,706     | 2     |
| FC Porto           | 89,107     | 2     |
| Sevilla FC / AÉK   | 87,374     | 2     |
| PSV Eindhoven      | 81,995     | 2     |
| AS Roma            | 78,808     | 2     |
| Benfica            | 67,107     | 2     |
| Werder Bremen      | 63,640     | 2     |

| Csapat                 | Együttható | Kalap |
| ---------------------- | ---------- | ----- |
| Celtic                 | 62,064     | 3     |
| Schalke 04             | 60,640     | 3     |
| VfB Stuttgart          | 58,640     | 3     |
| Steaua București       | 55,255     | 3     |
| CSZKA Moszkva          | 53,920     | 3     |
| Sporting CP            | 52,107     | 3     |
| Lazio                  | 51,808     | 3     |
| Olympique de Marseille | 51,706     | 3     |
| Rangers                | 47,064     | 4     |
| Sahtar Doneck          | 44,726     | 4     |
| Beşiktaş JK            | 43,791     | 4     |
| Olimbiakósz            | 42,415     | 4     |
| Dinamo Kijiv           | 38,726     | 4     |
| Fenerbahçe SK          | 36,791     | 4     |
| Slavia Praha           | 32,851     | 4     |
| Rosenborg              | 31,509     | 4     |

1. ↑  Antonio Puerta halála miatt a Sevilla–AÉK selejtezőt elhalasztották és csak a sorsolás után játszották le. Emiatt az UEFA a magasabb együtthatóval rendelkező Sevilla csapatáét alkalmazta a kiemeléskor az AÉK esetében is. Végül a Sevilla jutott a csoportkörbe.[2]

## Csoportok

### Sorrend meghatározása
Ha két vagy több csapat a csoportmérkőzések után azonos pontszámmal állt, az alábbiak alapján kellett meghatározni a sorrendet:
1. az azonosan álló csapatok mérkőzésein szerzett több pont
2. az azonosan álló csapatok mérkőzésein elért jobb gólkülönbség
3. az azonosan álló csapatok mérkőzésein idegenben szerzett több gól
4. az összes mérkőzésen elért jobb gólkülönbség
5. az összes mérkőzésen szerzett több gól
6. az azonosan álló csapatok és nemzeti szövetségük jobb UEFA-együtthatója az előző öt évben

Az időpontok közép-európai idő/közép-európai nyári idő szerint értendők.

### A csoport
| Hely. | Csapat                 | M | Gy | D | V | G+ | G– | Gk  | P  | Továbbjutás                                |  | POR | LIV | MAR | BES |
| ----- | ---------------------- | - | -- | - | - | -- | -- | --- | -- | ------------------------------------------ |  | --- | --- | --- | --- |
| 1.    | FC Porto               | 6 | 3  | 2 | 1 | 8  | 7  | +1  | 11 | Továbbjutott az egyenes kieséses szakaszba |  | —   | 1–1 | 2–1 | 2–0 |
| 2.    | Liverpool FC           | 6 | 3  | 1 | 2 | 18 | 5  | +13 | 10 | Továbbjutott az egyenes kieséses szakaszba |  | 4–1 | —   | 0–1 | 8–0 |
| 3.    | Olympique de Marseille | 6 | 2  | 1 | 3 | 6  | 9  | −3  | 7  | Átkerült az UEFA-kupába                    |  | 1–1 | 0–4 | —   | 2–0 |
| 4.    | Beşiktaş JK            | 6 | 2  | 0 | 4 | 4  | 15 | −11 | 6  |                                            |  | 0–1 | 2–1 | 2–1 | —   |

| 2007. szeptember 18. 20:45 |

| Olympique de Marseille    | 2–0               | Beşiktaş JK |
| ------------------------- | ----------------- | ----------- |
| Rodriguez 76' Cissé 90+1' | (0–0) Jegyzőkönyv |             |

| Stade Vélodrome, Marseille Nézőszám: 35 676 Játékvezető: Matteo Trefoloni (olasz) |

| 2007. szeptember 18. 20:45 |

| FC Porto            | 1–1               | Liverpool FC |
| ------------------- | ----------------- | ------------ |
| Lucho 8' (11-esből) | (1–1) Jegyzőkönyv | Kuyt 17'     |

| Estádio do Dragão, Porto Nézőszám: 41 208 Játékvezető: Ľuboš Micheľ (szlovák) |

| 2007. október 3. 20:45 |

| Liverpool FC | 0–1               | Olympique de Marseille |
| ------------ | ----------------- | ---------------------- |
|              | (0–0) Jegyzőkönyv | Valbuena 77'           |

| Anfield, Liverpool Nézőszám: 41 355 Játékvezető: Konrad Plautz (osztrák) |

| 2007. október 3. 20:45 |

| Beşiktaş JK | 0–1               | FC Porto       |
| ----------- | ----------------- | -------------- |
|             | (0–0) Jegyzőkönyv | Quaresma 90+2' |

| BJK İnönü Stadium, Isztambul Nézőszám: 19 795 Játékvezető: Pieter Vink (holland) |

| 2007. október 24. 20:45 |

| Beşiktaş JK                 | 2–1               | Liverpool FC |
| --------------------------- | ----------------- | ------------ |
| Hyypiä 13' (öngól) Bobô 82' | (1–0) Jegyzőkönyv | Gerrard 85'  |

| BJK İnönü Stadium, Isztambul Nézőszám: 25 837 Játékvezető: Claus Bo Larsen (dán) |

| 2007. október 24. 20:45 |

| Olympique de Marseille | 1–1               | FC Porto             |
| ---------------------- | ----------------- | -------------------- |
| Niang 70'              | (0–0) Jegyzőkönyv | Lucho 79' (11-esből) |

| Stade Vélodrome, Marseille Nézőszám: 46 458 Játékvezető: Manuel Mejuto González (spanyol) |

| 2007. november 6. 20:45 |

| Liverpool FC                                                  | 8–0               | Beşiktaş JK |
| ------------------------------------------------------------- | ----------------- | ----------- |
| Crouch 19' 89' Benayoun 32' 53' 56' Gerrard 69' Babel 79' 81' | (2–0) Jegyzőkönyv |             |

| Anfield, Liverpool Nézőszám: 41 143 Játékvezető: Markus Merk (német) |

| 2007. november 6. 20:45 |

| FC Porto                        | 2–1               | Olympique de Marseille |
| ------------------------------- | ----------------- | ---------------------- |
| Sektioui 27' Lisandro López 78' | (1–0) Jegyzőkönyv | Niang 47'              |

| Estádio do Dragão, Porto Nézőszám: 42 217 Játékvezető: Wolfgang Stark (német) |

| 2007. november 28. 20:45 |

| Beşiktaş JK        | 2–1               | Olympique de Marseille |
| ------------------ | ----------------- | ---------------------- |
| Tello 27' Bobô 88' | (1–0) Jegyzőkönyv | Taiwo 65'              |

| BJK İnönü Stadium, Isztambul Nézőszám: 19 448 Játékvezető: Luis Medina Cantalejo (spanyol) |

| 2007. november 28. 20:45 |

| Liverpool FC                                     | 4–1               | FC Porto           |
| ------------------------------------------------ | ----------------- | ------------------ |
| Torres 19' 78' Gerrard 84' (11-esből) Crouch 87' | (1–1) Jegyzőkönyv | Lisandro López 33' |

| Anfield, Liverpool Nézőszám: 41 095 Játékvezető: Roberto Rosetti (olasz) |

| 2007. december 11. 20:45 |

| Olympique de Marseille | 0–4               | Liverpool FC                               |
| ---------------------- | ----------------- | ------------------------------------------ |
|                        | (0–2) Jegyzőkönyv | Gerrard 4' Torres 11' Kuyt 48' Babel 90+1' |

| Stade Vélodrome, Marseille Nézőszám: 53 097 Játékvezető: Terje Hauge (norvég) |

| 2007. december 11. 20:45 |

| FC Porto               | 2–0               | Beşiktaş JK |
| ---------------------- | ----------------- | ----------- |
| Lucho 44' Quaresma 62' | (1–0) Jegyzőkönyv |             |

| Estádio do Dragão, Porto Nézőszám: 39 608 Játékvezető: Peter Fröjdfeldt (svéd) |

### B csoport
| Hely. | Csapat      | M | Gy | D | V | G+ | G– | Gk | P  | Továbbjutás                                |  | CHE | SCH | ROS | VAL |
| ----- | ----------- | - | -- | - | - | -- | -- | -- | -- | ------------------------------------------ |  | --- | --- | --- | --- |
| 1.    | Chelsea     | 6 | 3  | 3 | 0 | 9  | 2  | +7 | 12 | Továbbjutott az egyenes kieséses szakaszba |  | —   | 2–0 | 1–1 | 0–0 |
| 2.    | Schalke 04  | 6 | 2  | 2 | 2 | 5  | 4  | +1 | 8  | Továbbjutott az egyenes kieséses szakaszba |  | 0–0 | —   | 3–1 | 0–1 |
| 3.    | Rosenborg   | 6 | 2  | 1 | 3 | 6  | 10 | −4 | 7  | Átkerült az UEFA-kupába                    |  | 0–4 | 0–2 | —   | 2–0 |
| 4.    | Valencia CF | 6 | 1  | 2 | 3 | 2  | 6  | −4 | 5  |                                            |  | 1–2 | 0–0 | 0–2 | —   |

| 2007. szeptember 18. 20:45 |

| Chelsea        | 1–1               | Rosenborg    |
| -------------- | ----------------- | ------------ |
| Shevchenko 53' | (0–1) Jegyzőkönyv | Koppinen 24' |

| Stamford Bridge, London Nézőszám: 24 973 Játékvezető: Laurent Duhamel (francia) |

| 2007. szeptember 18. 20:45 |

| Schalke 04 | 0–1               | Valencia CF |
| ---------- | ----------------- | ----------- |
|            | (0–0) Jegyzőkönyv | Villa 63'   |

| Arena AufSchalke, Gelsenkirchen Nézőszám: 53 951 Játékvezető: Jan Wegereef (holland) |

| 2007. október 3. 20:45 |

| Valencia CF | 1–2               | Chelsea                |
| ----------- | ----------------- | ---------------------- |
| Villa 9'    | (1–1) Jegyzőkönyv | J. Cole 21' Drogba 71' |

| Mestalla Stadium, Valencia Nézőszám: 29 892 Játékvezető: Roberto Rosetti (olasz) |

| 2007. október 3. 20:45 |

| Rosenborg | 0–2               | Schalke 04            |
| --------- | ----------------- | --------------------- |
|           | (0–0) Jegyzőkönyv | Jones 62' Kurányi 89' |

| Lerkendal stadion, Trondheim Nézőszám: 21 361 Játékvezető: Grzegorz Gilewski (lengyel) |

| 2007. október 24. 20:45 |

| Rosenborg           | 2–0               | Valencia CF |
| ------------------- | ----------------- | ----------- |
| Koné 53' Riseth 61' | (0–0) Jegyzőkönyv |             |

| Lerkendal stadion, Trondheim Nézőszám: 21 119 Játékvezető: Craig Thomson (skót) |

| 2007. október 24. 20:45 |

| Chelsea               | 2–0               | Schalke 04 |
| --------------------- | ----------------- | ---------- |
| Malouda 4' Drogba 47' | (1–0) Jegyzőkönyv |            |

| Stamford Bridge, London Nézőszám: 40 910 Játékvezető: Peter Fröjdfeldt (svéd) |

| 2007. november 6. 20:45 |

| Valencia CF | 0–2               | Rosenborg       |
| ----------- | ----------------- | --------------- |
|             | (0–1) Jegyzőkönyv | Iversen 31' 58' |

| Mestalla Stadium, Valencia Nézőszám: 29 725 Játékvezető: Alon Yefet (izraeli) |

| 2007. november 6. 20:45 |

| Schalke 04 | 0–0         | Chelsea |
| ---------- | ----------- | ------- |
|            | Jegyzőkönyv |         |

| Arena AufSchalke, Gelsenkirchen Nézőszám: 53 951 Játékvezető: Massimo Busacca (svájci) |

| 2007. november 28. 20:45 |

| Rosenborg | 0–4               | Chelsea                            |
| --------- | ----------------- | ---------------------------------- |
|           | (0–3) Jegyzőkönyv | Drogba 8' 20' Alex 40' J. Cole 73' |

| Lerkendal stadion, Trondheim Nézőszám: 21 582 Játékvezető: Olegário Benquerença (portugál) |

| 2007. november 28. 20:45 |

| Valencia CF | 0–0         | Schalke 04 |
| ----------- | ----------- | ---------- |
|             | Jegyzőkönyv |            |

| Mestalla Stadium, Valencia Nézőszám: 29 232 Játékvezető: Frank De Bleeckere (belga) |

| 2007. december 11. 20:45 |

| Chelsea | 0–0         | Valencia CF |
| ------- | ----------- | ----------- |
|         | Jegyzőkönyv |             |

| Stamford Bridge, London Nézőszám: 41 139 Játékvezető: Grzegorz Gilewski (lengyel) |

| 2007. december 11. 20:45 |

| Schalke 04                          | 3–1               | Rosenborg |
| ----------------------------------- | ----------------- | --------- |
| Asamoah 12' Rafinha 19' Kurányi 36' | (3–1) Jegyzőkönyv | Koné 23'  |

| Arena AufSchalke, Gelsenkirchen Nézőszám: 53 951 Játékvezető: Mike Riley (angol) |

### C csoport
| Hely. | Csapat        | M | Gy | D | V | G+ | G– | Gk | P  | Továbbjutás                                |  | RMA | OLY | BRM | LAZ |
| ----- | ------------- | - | -- | - | - | -- | -- | -- | -- | ------------------------------------------ |  | --- | --- | --- | --- |
| 1.    | Real Madrid   | 6 | 3  | 2 | 1 | 13 | 9  | +4 | 11 | Továbbjutott az egyenes kieséses szakaszba |  | —   | 4–2 | 2–1 | 3–1 |
| 2.    | Olimbiakósz   | 6 | 3  | 2 | 1 | 11 | 7  | +4 | 11 | Továbbjutott az egyenes kieséses szakaszba |  | 0–0 | —   | 3–0 | 1–1 |
| 3.    | Werder Bremen | 6 | 2  | 0 | 4 | 8  | 13 | −5 | 6  | Átkerült az UEFA-kupába                    |  | 3–2 | 1–3 | —   | 2–1 |
| 4.    | Lazio         | 6 | 1  | 2 | 3 | 8  | 11 | −3 | 5  |                                            |  | 2–2 | 1–2 | 2–1 | —   |

| 2007. szeptember 18. 20:45 |

| Real Madrid                 | 2–1               | Werder Bremen |
| --------------------------- | ----------------- | ------------- |
| Raúl 16' van Nistelrooy 74' | (1–1) Jegyzőkönyv | Sanogo 17'    |

| Santiago Bernabéu Stadium, Madrid Nézőszám: 63 500 Játékvezető: Howard Webb (angol) |

| 2007. szeptember 18. 20:45 |

| Olimbiakósz  | 1–1               | Lazio     |
| ------------ | ----------------- | --------- |
| Galletti 55' | (0–0) Jegyzőkönyv | Zauri 77' |

| Karaiskakis Stadium, Athén Nézőszám: 171 Játékvezető: Eric Braamhaar (holland) |

| 2007. október 3. 20:45 |

| Werder Bremen | 1–3               | Olimbiakósz                                  |
| ------------- | ----------------- | -------------------------------------------- |
| Almeida 32'   | (1–0) Jegyzőkönyv | Stoltidis 72' Patsatzoglou 82' Kovačević 87' |

| Weserstadion, Bremen Nézőszám: 37 500 Játékvezető: Claus Bo Larsen (dán) |

| 2007. október 3. 20:45 |

| Lazio          | 2–2               | Real Madrid           |
| -------------- | ----------------- | --------------------- |
| Pandev 32' 75' | (1–1) Jegyzőkönyv | van Nistelrooy 8' 61' |

| Olimpiai Stadion, Róma Nézőszám: 52 400 Játékvezető: Frank De Bleeckere (belga) |

| 2007. október 24. 20:45 |

| Werder Bremen          | 2–1               | Lazio          |
| ---------------------- | ----------------- | -------------- |
| Sanogo 28' Almeida 54' | (1–0) Jegyzőkönyv | Manfredini 82' |

| Weserstadion, Bremen Nézőszám: 36 587 Játékvezető: Olegário Benquerença (portugál) |

| 2007. október 24. 20:45 |

| Real Madrid                        | 4–2               | Olimbiakósz           |
| ---------------------------------- | ----------------- | --------------------- |
| Raúl 2' Robinho 68' 83' Balboa 90' | (1–1) Jegyzőkönyv | Galletti 8' César 47' |

| Santiago Bernabéu Stadium, Madrid Nézőszám: 64 477 Játékvezető: Tom Henning Øvrebø (norvég) |

| 2007. november 6. 20:45 |

| Lazio                     | 2–1               | Werder Bremen        |
| ------------------------- | ----------------- | -------------------- |
| Rocchi 57' (11-esből) 68' | (0–0) Jegyzőkönyv | Diego 86' (11-esből) |

| Olimpiai Stadion, Róma Nézőszám: 28 236 Játékvezető: Ivan Bebek (horvát) |

| 2007. november 6. 20:45 |

| Olimbiakósz | 0–0         | Real Madrid |
| ----------- | ----------- | ----------- |
|             | Jegyzőkönyv |             |

| Karaiskakis Stadium, Athén Nézőszám: 32 000 Játékvezető: Ľuboš Micheľ (szlovák) |

| 2007. november 28. 20:45 |

| Werder Bremen                    | 3–2               | Real Madrid                    |
| -------------------------------- | ----------------- | ------------------------------ |
| Rosenberg 4' Sanogo 40' Hunt 58' | (2–1) Jegyzőkönyv | Robinho 14' van Nistelrooy 72' |

| Weserstadion, Bremen Nézőszám: 36 350 Játékvezető: Pieter Vink (holland) |

| 2007. november 28. 20:45 |

| Lazio      | 1–2               | Olimbiakósz                |
| ---------- | ----------------- | -------------------------- |
| Pandev 30' | (1–1) Jegyzőkönyv | Galletti 35' Kovačević 64' |

| Olimpiai Stadion, Róma Nézőszám: 39 996 Játékvezető: Howard Webb (angol) |

| 2007. december 11. 20:45 |

| Real Madrid                             | 3–1               | Lazio      |
| --------------------------------------- | ----------------- | ---------- |
| Júlio Baptista 13' Raúl 16' Robinho 36' | (3–0) Jegyzőkönyv | Pandev 81' |

| Santiago Bernabéu Stadium, Madrid Nézőszám: 70 559 Játékvezető: Massimo Busacca (svájci) |

| 2007. december 11. 20:45 |

| Olimbiakósz                     | 3–0               | Werder Bremen |
| ------------------------------- | ----------------- | ------------- |
| Stoltidis 12' 74' Kovačević 70' | (1–0) Jegyzőkönyv |               |

| Karaiskakis Stadium, Athén Nézőszám: 30 297 Játékvezető: Laurent Duhamel (francia) |

### D csoport
| Hely. | Csapat        | M | Gy | D | V | G+ | G– | Gk | P  | Továbbjutás                                |  | MIL | CEL | BEN | SHK |
| ----- | ------------- | - | -- | - | - | -- | -- | -- | -- | ------------------------------------------ |  | --- | --- | --- | --- |
| 1.    | AC Milan      | 6 | 4  | 1 | 1 | 12 | 5  | +7 | 13 | Továbbjutott az egyenes kieséses szakaszba |  | —   | 1–0 | 2–1 | 4–1 |
| 2.    | Celtic        | 6 | 3  | 0 | 3 | 5  | 6  | −1 | 9  | Továbbjutott az egyenes kieséses szakaszba |  | 2–1 | —   | 1–0 | 2–1 |
| 3.    | Benfica       | 6 | 2  | 1 | 3 | 5  | 6  | −1 | 7  | Átkerült az UEFA-kupába                    |  | 1–1 | 1–0 | —   | 0–1 |
| 4.    | Sahtar Doneck | 6 | 2  | 0 | 4 | 6  | 11 | −5 | 6  |                                            |  | 0–3 | 2–0 | 1–2 | —   |

| 2007. szeptember 18. 20:45 |

| AC Milan             | 2–1               | Benfica          |
| -------------------- | ----------------- | ---------------- |
| Pirlo 9' Inzaghi 24' | (2–0) Jegyzőkönyv | Nuno Gomes 90+2' |

| San Siro, Milánó Nézőszám: 37 929 Játékvezető: Mike Riley (angol) |

| 2007. szeptember 18. 20:45 |

| Sahtar Doneck           | 2–0               | Celtic |
| ----------------------- | ----------------- | ------ |
| Brandão 5' Lucarelli 8' | (2–0) Jegyzőkönyv |        |

| RSC Olimpiyskiy, Donetsk Nézőszám: 25 700 Játékvezető: Alberto Undiano Mallenco (spanyol) |

| 2007. október 3. 20:45 |

| Celtic                   | 2–1               | AC Milan            |
| ------------------------ | ----------------- | ------------------- |
| McManus 62' McDonald 90' | (0–0) Jegyzőkönyv | Kaká 68' (11-esből) |

| Celtic Park, Glasgow Nézőszám: 58 642 Játékvezető: Markus Merk (német) |

| 2007. október 3. 20:45 |

| Benfica | 0–1               | Sahtar Doneck |
| ------- | ----------------- | ------------- |
|         | (0–1) Jegyzőkönyv | Jádson 42'    |

| Estádio da Luz, Lisszabon Nézőszám: 34 647 Játékvezető: Wolfgang Stark (német) |

| 2007. október 24. 20:45 |

| AC Milan                         | 4–1               | Sahtar Doneck |
| -------------------------------- | ----------------- | ------------- |
| Gilardino 6' 14' Seedorf 62' 69' | (2–0) Jegyzőkönyv | Lucarelli 51' |

| San Siro, Milánó Nézőszám: 36 850 Játékvezető: Luis Medina Cantalejo (spanyol) |

| 2007. október 24. 20:45 |

| Benfica     | 1–0               | Celtic |
| ----------- | ----------------- | ------ |
| Cardozo 87' | (0–0) Jegyzőkönyv |        |

| Estádio da Luz, Lisszabon Nézőszám: 38 512 Játékvezető: Massimo Busacca (svájci) |

| 2007. november 6. 20:45 |

| Sahtar Doneck | 0–3               | AC Milan                   |
| ------------- | ----------------- | -------------------------- |
|               | (0–0) Jegyzőkönyv | Inzaghi 66' 90+3' Kaká 72' |

| RSC Olimpiyskiy, Donetsk Nézőszám: 25 700 Játékvezető: Pieter Vink (holland) |

| 2007. november 6. 20:45 |

| Celtic      | 1–0               | Benfica |
| ----------- | ----------------- | ------- |
| McGeady 45' | (1–0) Jegyzőkönyv |         |

| Celtic Park, Glasgow Nézőszám: 58 691 Játékvezető: Martin Hansson (svéd) |

| 2007. november 28. 20:45 |

| Benfica        | 1–1               | AC Milan  |
| -------------- | ----------------- | --------- |
| M. Pereira 20' | (1–1) Jegyzőkönyv | Pirlo 15' |

| Estádio da Luz, Lisszabon Nézőszám: 46 034 Játékvezető: Herbert Fandel (német) |

| 2007. november 28. 20:45 |

| Celtic                   | 2–1               | Sahtar Doneck |
| ------------------------ | ----------------- | ------------- |
| Jarošík 45' Donati 90+2' | (1–1) Jegyzőkönyv | Brandão 4'    |

| Celtic Park, Glasgow Nézőszám: 59 396 Játékvezető: Bertrand Layec (francia) |

| 2007. december 4. 20:45 |

| AC Milan    | 1–0               | Celtic |
| ----------- | ----------------- | ------ |
| Inzaghi 70' | (0–0) Jegyzőkönyv |        |

| San Siro, Milánó Nézőszám: 38 409 Játékvezető: Tom Henning Øvrebø (norvég) |

| 2007. december 4. 20:45 |

| Sahtar Doneck            | 1–2               | Benfica        |
| ------------------------ | ----------------- | -------------- |
| Lucarelli 30' (11-esből) | (1–2) Jegyzőkönyv | Cardozo 6' 22' |

| RSC Olimpiyskiy, Donetsk Nézőszám: 24 200 Játékvezető: Kyros Vassaras (görög) |

### E csoport
| Hely. | Csapat             | M | Gy | D | V | G+ | G– | Gk | P  | Továbbjutás                                |  | BAR | LYO | RAN | STU |
| ----- | ------------------ | - | -- | - | - | -- | -- | -- | -- | ------------------------------------------ |  | --- | --- | --- | --- |
| 1.    | FC Barcelona       | 6 | 4  | 2 | 0 | 12 | 3  | +9 | 14 | Továbbjutott az egyenes kieséses szakaszba |  | —   | 3–0 | 2–0 | 3–1 |
| 2.    | Olympique Lyonnais | 6 | 3  | 1 | 2 | 11 | 10 | +1 | 10 | Továbbjutott az egyenes kieséses szakaszba |  | 2–2 | —   | 0–3 | 4–2 |
| 3.    | Rangers            | 6 | 2  | 1 | 3 | 7  | 9  | −2 | 7  | Átkerült az UEFA-kupába                    |  | 0–0 | 0–3 | —   | 2–1 |
| 4.    | VfB Stuttgart      | 6 | 1  | 0 | 5 | 7  | 15 | −8 | 3  |                                            |  | 0–2 | 0–2 | 3–2 | —   |

| 2007. szeptember 19. 20:45 |

| Rangers                             | 2–1               | VfB Stuttgart |
| ----------------------------------- | ----------------- | ------------- |
| Adam 62' Darcheville 75' (11-esből) | (0–0) Jegyzőkönyv | Gómez 56'     |

| Ibrox Stadium, Glasgow Nézőszám: 49 795 Játékvezető: Stefano Farina (olasz) |

| 2007. szeptember 19. 20:45 |

| FC Barcelona                            | 3–0               | Olympique Lyonnais |
| --------------------------------------- | ----------------- | ------------------ |
| Clerc 22' (öngól) Messi 82' Henry 90+1' | (1–0) Jegyzőkönyv |                    |

| Camp Nou, Barcelona Nézőszám: 78 689 Játékvezető: Massimo Busacca (svájci) |

| 2007. október 2. 20:45 |

| VfB Stuttgart | 0–2               | FC Barcelona        |
| ------------- | ----------------- | ------------------- |
|               | (0–0) Jegyzőkönyv | Puyol 58' Messi 66' |

| Gottlieb-Daimler-Stadion, Stuttgart Nézőszám: 51 825 Játékvezető: Martin Hansson (svéd) |

| 2007. október 2. 20:45 |

| Olympique Lyonnais | 0–3               | Rangers                              |
| ------------------ | ----------------- | ------------------------------------ |
|                    | (0–1) Jegyzőkönyv | McCulloch 23' Cousin 48' Beasley 53' |

| Stade Gerland, Lyon Nézőszám: 38 076 Játékvezető: Tom Henning Øvrebø (norvég) |

| 2007. október 23. 20:45 |

| Rangers | 0–0         | FC Barcelona |
| ------- | ----------- | ------------ |
|         | Jegyzőkönyv |              |

| Ibrox Stadium, Glasgow Nézőszám: 49 957 Játékvezető: Konrad Plautz (osztrák) |

| 2007. október 23. 20:45 |

| VfB Stuttgart | 0–2               | Olympique Lyonnais           |
| ------------- | ----------------- | ---------------------------- |
|               | (0–0) Jegyzőkönyv | Fábio Santos 55' Benzema 79' |

| Gottlieb-Daimler-Stadion, Stuttgart Nézőszám: 51 000 Játékvezető: Lucílio Batista (portugál) |

| 2007. november 7. 20:45 |

| Olympique Lyonnais                        | 4–2               | VfB Stuttgart |
| ----------------------------------------- | ----------------- | ------------- |
| Ben Arfa 5' 37' Källström 15' Juninho 90' | (3–1) Jegyzőkönyv | Gómez 16' 56' |

| Stade Gerland, Lyon Nézőszám: 38 215 Játékvezető: Yuri Baskakov (orosz) |

| 2007. november 7. 20:45 |

| FC Barcelona       | 2–0               | Rangers |
| ------------------ | ----------------- | ------- |
| Henry 6' Messi 43' | (2–0) Jegyzőkönyv |         |

| Camp Nou, Barcelona Nézőszám: 82 887 Játékvezető: Eric Braamhaar (holland) |

| 2007. november 27. 20:45 |

| VfB Stuttgart                  | 3–2               | Rangers               |
| ------------------------------ | ----------------- | --------------------- |
| Cacau 45' Pardo 62' Marica 85' | (1–1) Jegyzőkönyv | Adam 27' Ferguson 70' |

| Gottlieb-Daimler-Stadion, Stuttgart Nézőszám: 51 000 Játékvezető: Darko Čeferin (szlovén) |

| 2007. november 27. 20:45 |

| Olympique Lyonnais        | 2–2               | FC Barcelona                    |
| ------------------------- | ----------------- | ------------------------------- |
| Juninho 7' 80' (11-esből) | (1–1) Jegyzőkönyv | Iniesta 4' Messi 58' (11-esből) |

| Stade Gerland, Lyon Nézőszám: 38 113 Játékvezető: Stefano Farina (olasz) |

| 2007. december 12. 20:45 |

| Rangers | 0–3               | Olympique Lyonnais        |
| ------- | ----------------- | ------------------------- |
|         | (0–1) Jegyzőkönyv | Govou 16' Benzema 85' 88' |

| Ibrox Stadium, Glasgow Nézőszám: 50 260 Játékvezető: Ľuboš Micheľ (szlovák) |

| 2007. december 12. 20:45 |

| FC Barcelona                         | 3–1               | VfB Stuttgart |
| ------------------------------------ | ----------------- | ------------- |
| Giovani 36' Eto'o 57' Ronaldinho 67' | (1–1) Jegyzőkönyv | da Silva 4'   |

| Camp Nou, Barcelona Nézőszám: 52 761 Játékvezető: Stéphane Lannoy (francia) |

### F csoport
| Hely. | Csapat            | M | Gy | D | V | G+ | G– | Gk  | P  | Továbbjutás                                |  | MUN | ROM | SPO | DKV |
| ----- | ----------------- | - | -- | - | - | -- | -- | --- | -- | ------------------------------------------ |  | --- | --- | --- | --- |
| 1.    | Manchester United | 6 | 5  | 1 | 0 | 13 | 4  | +9  | 16 | Továbbjutott az egyenes kieséses szakaszba |  | —   | 1–0 | 2–1 | 4–0 |
| 2.    | AS Roma           | 6 | 3  | 2 | 1 | 11 | 6  | +5  | 11 | Továbbjutott az egyenes kieséses szakaszba |  | 1–1 | —   | 2–1 | 2–0 |
| 3.    | Sporting CP       | 6 | 2  | 1 | 3 | 9  | 8  | +1  | 7  | Átkerült az UEFA-kupába                    |  | 0–1 | 2–2 | —   | 3–0 |
| 4.    | Dinamo Kijiv      | 6 | 0  | 0 | 6 | 4  | 19 | −15 | 0  |                                            |  | 2–4 | 1–4 | 1–2 | —   |

| 2007. szeptember 19. 20:45 |

| Sporting CP | 0–1               | Manchester United |
| ----------- | ----------------- | ----------------- |
|             | (0–0) Jegyzőkönyv | Ronaldo 62'       |

| Estádio José Alvalade, Lisszabon Nézőszám: 41 510 Játékvezető: Herbert Fandel (német) |

| 2007. szeptember 19. 20:45 |

| AS Roma               | 2–0               | Dinamo Kijiv |
| --------------------- | ----------------- | ------------ |
| Perrotta 9' Totti 70' | (1–0) Jegyzőkönyv |              |

| Olimpiai Stadion, Róma Nézőszám: 35 552 Játékvezető: Alain Hamer (luxemburgi) |

| 2007. október 2. 20:45 |

| Manchester United | 1–0               | AS Roma |
| ----------------- | ----------------- | ------- |
| Rooney 70'        | (0–0) Jegyzőkönyv |         |

| Old Trafford, Manchester Nézőszám: 73 652 Játékvezető: Manuel Mejuto González (spanyol) |

| 2007. október 2. 20:45 |

| Dinamo Kijiv | 1–2               | Sporting CP         |
| ------------ | ----------------- | ------------------- |
| Vashchuk 28' | (1–2) Jegyzőkönyv | Tonel 14' Polga 38' |

| Olimpiysky NSC, Kijev Nézőszám: 37 600 Játékvezető: Bertrand Layec (francia) |

| 2007. október 23. 20:45 |

| AS Roma              | 2–1               | Sporting CP |
| -------------------- | ----------------- | ----------- |
| Juan 15' Vučinić 69' | (1–1) Jegyzőkönyv | Liédson 18' |

| Olimpiai Stadion, Róma Nézőszám: 26 893 Játékvezető: Terje Hauge (norvég) |

| 2007. október 23. 20:45 |

| Dinamo Kijiv            | 2–4               | Manchester United                                   |
| ----------------------- | ----------------- | --------------------------------------------------- |
| Rincón 33' Bangoura 79' | (1–3) Jegyzőkönyv | Ferdinand 10' Rooney 18' Ronaldo 41' 68' (11-esből) |

| Olimpiysky NSC, Kijev Nézőszám: 42 000 Játékvezető: Kassai Viktor (magyar) |

| 2007. november 7. 20:45 |

| Sporting CP     | 2–2               | AS Roma                       |
| --------------- | ----------------- | ----------------------------- |
| Liédson 23' 65' | (1–1) Jegyzőkönyv | Cassetti 4' Polga 89' (öngól) |

| Estádio José Alvalade, Lisszabon Nézőszám: 32 273 Játékvezető: Frank De Bleeckere (belga) |

| 2007. november 7. 20:45 |

| Manchester United                          | 4–0               | Dinamo Kijiv |
| ------------------------------------------ | ----------------- | ------------ |
| Piqué 31' Tévez 37' Rooney 76' Ronaldo 88' | (2–0) Jegyzőkönyv |              |

| Old Trafford, Manchester Nézőszám: 75 017 Játékvezető: Jan Wegereef (holland) |

| 2007. november 27. 20:45 |

| Dinamo Kijiv | 1–4               | AS Roma                              |
| ------------ | ----------------- | ------------------------------------ |
| Bangoura 62' | (0–3) Jegyzőkönyv | Panucci 4' Giuly 32' Vučinić 36' 77' |

| Olimpiysky NSC, Kijev Nézőszám: 18 000 Játékvezető: Wolfgang Stark (német) |

| 2007. november 27. 20:45 |

| Manchester United       | 2–1               | Sporting CP |
| ----------------------- | ----------------- | ----------- |
| Tévez 61' Ronaldo 90+2' | (0–1) Jegyzőkönyv | Abel 22'    |

| Old Trafford, Manchester Nézőszám: 75 162 Játékvezető: Claus Bo Larsen (dán) |

| 2007. december 12. 20:45 |

| AS Roma     | 1–1               | Manchester United |
| ----------- | ----------------- | ----------------- |
| Mancini 71' | (0–1) Jegyzőkönyv | Piqué 34'         |

| Olimpiai Stadion, Róma Nézőszám: 29 490 Játékvezető: Martin Hansson (svéd) |

| 2007. december 12. 20:45 |

| Sporting CP                                   | 3–0               | Dinamo Kijiv |
| --------------------------------------------- | ----------------- | ------------ |
| Polga 35' (11-esből) Moutinho 67' Liédson 89' | (1–0) Jegyzőkönyv |              |

| Estádio José Alvalade, Lisszabon Nézőszám: 19 402 Játékvezető: Stuart Dougal (skót) |

### G csoport
| Hely. | Csapat         | M | Gy | D | V | G+ | G– | Gk | P  | Továbbjutás                                |  | INT | FEN | PSV | CSKA |
| ----- | -------------- | - | -- | - | - | -- | -- | -- | -- | ------------------------------------------ |  | --- | --- | --- | ---- |
| 1.    | Internazionale | 6 | 5  | 0 | 1 | 12 | 4  | +8 | 15 | Továbbjutott az egyenes kieséses szakaszba |  | —   | 3–0 | 2–0 | 4–2  |
| 2.    | Fenerbahçe SK  | 6 | 3  | 2 | 1 | 8  | 6  | +2 | 11 | Továbbjutott az egyenes kieséses szakaszba |  | 1–0 | —   | 2–0 | 3–1  |
| 3.    | PSV Eindhoven  | 6 | 2  | 1 | 3 | 3  | 6  | −3 | 7  | Átkerült az UEFA-kupába                    |  | 0–1 | 0–0 | —   | 2–1  |
| 4.    | CSZKA Moszkva  | 6 | 0  | 1 | 5 | 7  | 14 | −7 | 1  |                                            |  | 1–2 | 2–2 | 0–1 | —    |

| 2007. szeptember 19. 20:45 |

| Fenerbahçe SK | 1–0               | Internazionale |
| ------------- | ----------------- | -------------- |
| Deivid 43'    | (1–0) Jegyzőkönyv |                |

| Şükrü Saracoğlu Stadion, Isztambul Nézőszám: 44 212 Játékvezető: Luis Medina Cantalejo (spanyol) |

| 2007. szeptember 19. 20:45 |

| PSV Eindhoven         | 2–1               | CSZKA Moszkva   |
| --------------------- | ----------------- | --------------- |
| Lazović 60' Perez 80' | (0–0) Jegyzőkönyv | Vágner Love 89' |

| Philips Stadion, Eindhoven Nézőszám: 30 000 Játékvezető: Pedro Proença (portugál) |

| 2007. október 2. 18:30 |

| CSZKA Moszkva                         | 2–2               | Fenerbahçe SK      |
| ------------------------------------- | ----------------- | ------------------ |
| Krasić 48' Vágner Love 53' (11-esből) | (0–1) Jegyzőkönyv | Alex 9' Deivid 86' |

| Lokomotiv Stadion, Moszkva Nézőszám: 25 000 Játékvezető: Knut Kircher (német) |

| 2007. október 2. 20:45 |

| Internazionale                 | 2–0               | PSV Eindhoven |
| ------------------------------ | ----------------- | ------------- |
| Ibrahimović 15' (11-esből) 31' | (2–0) Jegyzőkönyv |               |

| San Siro, Milánó Nézőszám: 23 882 Játékvezető: Kyros Vassaras (görög) |

| 2007. október 23. 20:45 |

| PSV Eindhoven | 0–0         | Fenerbahçe SK |
| ------------- | ----------- | ------------- |
|               | Jegyzőkönyv |               |

| Philips Stadion, Eindhoven Nézőszám: 35 000 Játékvezető: Howard Webb (angol) |

| 2007. október 23. 18:30 |

| CSZKA Moszkva | 1–2               | Internazionale        |
| ------------- | ----------------- | --------------------- |
| Jô 32'        | (1–0) Jegyzőkönyv | Crespo 52' Samuel 80' |

| Lokomotiv Stadion, Moszkva Nézőszám: 24 000 Játékvezető: Mike Riley (angol) |

| 2007. november 7. 20:45 |

| Fenerbahçe SK                   | 2–0               | PSV Eindhoven |
| ------------------------------- | ----------------- | ------------- |
| Marcellis 28' (öngól) Semih 30' | (2–0) Jegyzőkönyv |               |

| Şükrü Saracoğlu Stadion, Isztambul Nézőszám: 46 229 Játékvezető: Alain Hamer (luxemburgi) |

| 2007. november 7. 20:45 |

| Internazionale                        | 4–2               | CSZKA Moszkva          |
| ------------------------------------- | ----------------- | ---------------------- |
| Ibrahimović 32' 75' Cambiasso 34' 67' | (2–2) Jegyzőkönyv | Jô 22' Vágner Love 31' |

| San Siro, Milánó Nézőszám: 22 384 Játékvezető: Paul Allaerts (belga) |

| 2007. november 27. 18:30 |

| CSZKA Moszkva | 0–1               | PSV Eindhoven |
| ------------- | ----------------- | ------------- |
|               | (0–1) Jegyzőkönyv | Farfán 39'    |

| Lokomotiv Stadion, Moszkva Nézőszám: 14 000 Játékvezető: Manuel Mejuto González (spanyol) |

| 2007. november 27. 20:45 |

| Internazionale                         | 3–0               | Fenerbahçe SK |
| -------------------------------------- | ----------------- | ------------- |
| Cruz 55' Ibrahimović 66' Jiménez 90+2' | (0–0) Jegyzőkönyv |               |

| San Siro, Milánó Nézőszám: 24 203 Játékvezető: Konrad Plautz (osztrák) |

| 2007. december 12. 20:45 |

| PSV Eindhoven | 0–1               | Internazionale |
| ------------- | ----------------- | -------------- |
|               | (0–0) Jegyzőkönyv | Cruz 64'       |

| Philips Stadion, Eindhoven Nézőszám: 35 000 Játékvezető: Markus Merk (német) |

| 2007. december 12. 20:45 |

| Fenerbahçe SK                 | 3–1               | CSZKA Moszkva           |
| ----------------------------- | ----------------- | ----------------------- |
| Alex 32' Uğur Boral 45+1' 90' | (2–1) Jegyzőkönyv | Edu Dracena 30' (öngól) |

| Şükrü Saracoğlu Stadion, Isztambul Nézőszám: 45 745 Játékvezető: Matteo Trefoloni (olasz) |

### H csoport
| Hely. | Csapat           | M | Gy | D | V | G+ | G– | Gk  | P  | Továbbjutás                                |  | SEV | ARS | SLP | STE |
| ----- | ---------------- | - | -- | - | - | -- | -- | --- | -- | ------------------------------------------ |  | --- | --- | --- | --- |
| 1.    | Sevilla FC       | 6 | 5  | 0 | 1 | 14 | 7  | +7  | 15 | Továbbjutott az egyenes kieséses szakaszba |  | —   | 3–1 | 4–2 | 2–1 |
| 2.    | Arsenal          | 6 | 4  | 1 | 1 | 14 | 4  | +10 | 13 | Továbbjutott az egyenes kieséses szakaszba |  | 3–0 | —   | 7–0 | 2–1 |
| 3.    | Slavia Praha     | 6 | 1  | 2 | 3 | 5  | 16 | −11 | 5  | Átkerült az UEFA-kupába                    |  | 0–3 | 0–0 | —   | 2–1 |
| 4.    | Steaua București | 6 | 0  | 1 | 5 | 4  | 10 | −6  | 1  |                                            |  | 0–2 | 0–1 | 1–1 | —   |

| 2007. szeptember 19. 20:45 |

| Arsenal                                 | 3–0               | Sevilla FC |
| --------------------------------------- | ----------------- | ---------- |
| Fàbregas 28' Van Persie 59' Eduardo 90' | (1–0) Jegyzőkönyv |            |

| Emirates Stadium, London Nézőszám: 59 992 Játékvezető: Peter Fröjdfeldt (svéd) |

| 2007. szeptember 19. 20:45 |

| Slavia Praha            | 2–1               | Steaua București |
| ----------------------- | ----------------- | ---------------- |
| Šenkeřík 14' Belaid 63' | (1–1) Jegyzőkönyv | Goian 33'        |

| Stadion Evžena Rošického, Prága Nézőszám: 15 723 Játékvezető: Olegário Benquerença (portugál) |

| 2007. október 2. 20:45 |

| Steaua București | 0–1               | Arsenal        |
| ---------------- | ----------------- | -------------- |
|                  | (0–0) Jegyzőkönyv | Van Persie 76' |

| Steaua Stadion, Bukarest Nézőszám: 12 807 Játékvezető: Terje Hauge (norvég) |

| 2007. október 2. 20:45 |

| Sevilla FC                                      | 4–2               | Slavia Praha           |
| ----------------------------------------------- | ----------------- | ---------------------- |
| Kanouté 9' Luís Fabiano 27' Escudé 58' Koné 69' | (2–1) Jegyzőkönyv | Pudil 19' Kalivoda 90' |

| Estadio Ramón Sánchez Pizjuán, Sevilla Nézőszám: 24 202 Játékvezető: Yuri Baskakov (orosz) |

| 2007. október 23. 20:45 |

| Sevilla FC                  | 2–1               | Steaua București |
| --------------------------- | ----------------- | ---------------- |
| Kanouté 5' Luís Fabiano 18' | (2–0) Jegyzőkönyv | Petre 64'        |

| Estadio Ramón Sánchez Pizjuán, Sevilla Nézőszám: 28 945 Játékvezető: Roberto Rosetti (olasz) |

| 2007. október 23. 20:45 |

| Arsenal                                                                   | 7–0               | Slavia Praha |
| ------------------------------------------------------------------------- | ----------------- | ------------ |
| Fàbregas 5' 58' Hubáček 24' (öngól) Walcott 41' 55' Hleb 51' Bendtner 89' | (3–0) Jegyzőkönyv |              |

| Emirates Stadium, London Nézőszám: 59 621 Játékvezető: Stefano Farina (olasz) |

| 2007. november 7. 20:45 |

| Steaua București | 0–2               | Sevilla FC     |
| ---------------- | ----------------- | -------------- |
|                  | (0–1) Jegyzőkönyv | Renato 25' 65' |

| Steaua Stadion, Bukarest Nézőszám: 7984 Játékvezető: Herbert Fandel (német) |

| 2007. november 7. 20:45 |

| Slavia Praha | 0–0         | Arsenal |
| ------------ | ----------- | ------- |
|              | Jegyzőkönyv |         |

| Stadion Evžena Rošického, Prága Nézőszám: 18 000 Játékvezető: Bertrand Layec (francia) |

| 2007. november 27. 20:45 |

| Sevilla FC                                        | 3–1               | Arsenal     |
| ------------------------------------------------- | ----------------- | ----------- |
| Keita 24' Luís Fabiano 34' Kanouté 89' (11-esből) | (2–1) Jegyzőkönyv | Eduardo 11' |

| Estadio Ramón Sánchez Pizjuán, Sevilla Nézőszám: 35 529 Játékvezető: Eric Braamhaar (holland) |

| 2007. november 27. 20:45 |

| Steaua București | 1–1               | Slavia Praha |
| ---------------- | ----------------- | ------------ |
| Badea 12'        | (1–0) Jegyzőkönyv | Šenkeřík 78' |

| Steaua Stadion, Bukarest Nézőszám: 8287 Játékvezető: Alain Hamer (luxemburgi) |

| 2007. december 12. 20:45 |

| Arsenal               | 2–1               | Steaua București |
| --------------------- | ----------------- | ---------------- |
| Diaby 8' Bendtner 42' | (2–0) Jegyzőkönyv | Zaharia 68'      |

| Emirates Stadium, London Nézőszám: 59 786 Játékvezető: Yuri Baskakov (orosz) |

| 2007. december 12. 20:45 |

| Slavia Praha | 0–3               | Sevilla FC                                  |
| ------------ | ----------------- | ------------------------------------------- |
|              | (0–0) Jegyzőkönyv | Luís Fabiano 66' Kanouté 69' Dani Alves 87' |

| Stadion Evžena Rošického, Prága Nézőszám: 11 689 Játékvezető: Kassai Viktor (magyar) |